# Прянишников, Ипполит Петрович
Ипполи́т Петро́вич Пря́нишников (14 [26] августа 1847, Керчь, Российская империя — 12 ноября 1921, Петроград) — русский оперный певец (баритон), режиссёр, педагог.

## Биография
Родился в 1847 году в дворянской семье. Младший брат русско-французского художника Ивана Петровича Прянишникова (1841——1909). 
Отец — Пётр Дмитриевич Прянишников (1803 — не ранее 1852), в молодости, в чине поручика Лейб-гвардии Гренадерского полка, принимал участие в восстании декабристов (1825), за что понёс лишь сравнительно лёгкое наказание (был отправлен на несколько лет сражаться на Кавказ). К моменту рождения сына, служил в Гродно начальником таможни, и в дальнейшем успешно продолжал карьеру таможенного чиновника, с 1852 года — статский советник. 
По окончании Морского кадетского корпуса служил во флоте (1867—1871).
В 1873—1874 годах учился в Санкт-Петербургской консерватории. Затем совершенствовался в Италии, где в 1875—1877 годах пел в различных театрах. Дебютировал в 1875 году в Милане в опере «Мария де Роган», а далее в течение 1876—1877 годов пел в Милане, Болонье, Парме, Генуе, Турине, Флоренции.
В 1878 году Прянишников успешно дебютировал в Санкт-Петербурге в опере «Демон» Антона Рубинштейна и был принят на Императорскую сцену: в 1878—1886 годах он был солистом Мариинского театра.
В 1886 году Прянишникова пригласили в Тифлис, сначала на гастроли, а потом в качестве певца и заведующего местной казённой оперой. Он также работал здесь как режиссёр: в частности, под его руководством готовила партии начинающая певица Лидия Звягина — будущая солистка Большого театра. В Тифлисе Прянишников оставался до 1889 года, когда местная опера перешла в частные руки.
Был организатором и руководителем первого в России оперного товарищества: в 1889—1892 годах — в Киеве, в 1892—1893 годах — в Москве. В 1893 году Прянишников окончательно оставил сцену и посвятил себя педагогической карьере.
Среди учеников: Георгий Бакланов, Елена Катульская, Евгения Мравина, Мария Славина, Николай Фигнер, Александр Смирнов, П. Агнивцев, К. Антарова, О. Бахуташвили-Шульгина, А. Белянин, Н. Большаков, И. Гончаров, Г. Дарнэ, Е. Евгеньева, И. Ершов, Л. Звягина, 3. Иванова-Иваницкая, М. Каменская, П. Карский, А. Козаковская, К. Кржижановский, В. Лосев, А. А. Макарова, Э. Павловская, В. Павловская-Боровик, В. Пикок, М. Полякова, Е. Прокудина, Вано Сараджишвили, Андрей Снесарев, Р. Саянов, М. Славина, К. Тугаринова.
Автор известной популярно-методической работы по вокальному искусству — Советы обучающимся пению. СПб., 1899. 84 с.
Скончался в Петрограде 12 ноября 1921 года, похоронен на Успенском кладбище.

## Творчество
Среди партий:
- Демон («Демон» Антона Рубинштейна),
- Онегин, Мазепа («Евгений Онегин», «Мазепа» Петра Чайковского),
- Мизгирь («Снегурочка» Николая Римского-Корсакова).

Поставил оперы:
- «Князь Игорь» Александра Бородина,
- «Майская ночь» Николая Римского-Корсакова и др.